# Territorio di Jefferson

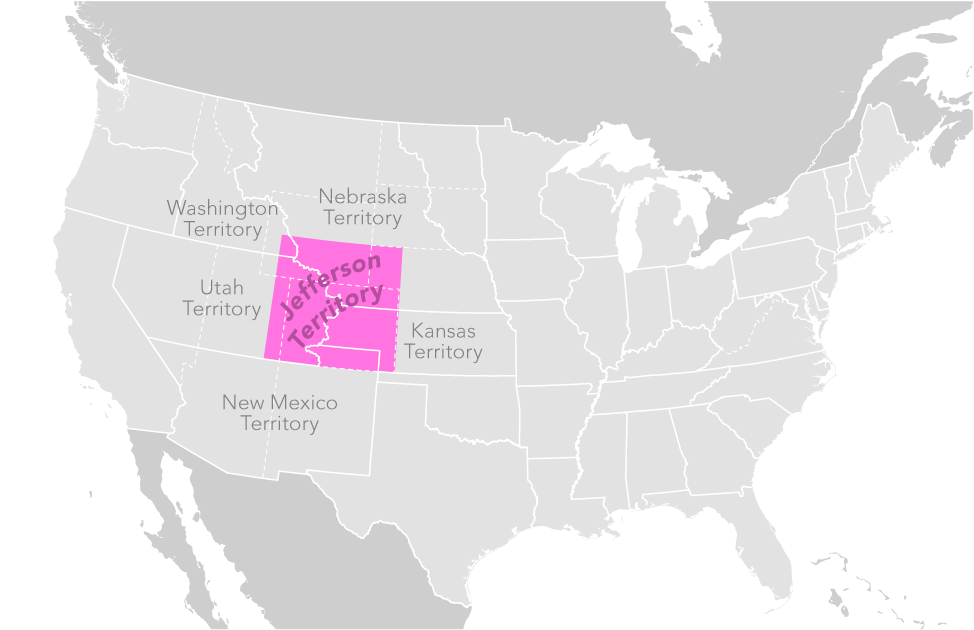
Carta del Territorio di Jefferson

Il Territorio di Jefferson fu un'entità amministrativa costituita negli Stati Uniti d'America in maniera extralegale e senza il riconoscimento del governo statunitense, esistita dal 24 ottobre 1859 al 28 febbraio 1861; il Territorio comprendeva sotto un'unica amministrazione regioni parte dei preesistenti territori organizzati del Kansas, dello Utah, del Nebraska, del Nuovo Messico e di Washington.
Le istituzioni del Territorio di Jefferson, benché democraticamente elette dai residenti, non ricevettero una sanzione ufficiale da parte delle autorità centrali degli Stati Uniti, pur potendo amministrare il territorio indisturbate per circa sedici mesi; la situazione legale della regione venne infine chiarita quando il 26 febbraio 1861 Congresso degli Stati Uniti d'America proclamò l'istituzione del Territorio del Colorado sulla zona prima occupata da quello di Jefferson.

## Storia

### Origine
La regione occupata dal Territorio di Jefferson era stata ottenuta dagli Stati Uniti in parte con l'acquisto della Louisiana del 1803 e in parte con il trattato di Guadalupe Hidalgo del 1848, ma ancora sul finire degli anni 1850 era scarsamente colonizzata dai bianchi e abitata in massima parte solo da tribù di nativi americani; la zona era sotto l'amministrazione di diversi territori organizzati degli Stati Uniti, ma ancora molto remota e lontana dai principali centri di governo.
La situazione cambiò nel luglio del 1858, quando la scoperta di vasti giacimenti auriferi nella zona delle Montagne Rocciose della porzione occidentale del Territorio del Kansas spinse quasi 100.000 tra cercatori e coloni a trasferirsi nella regione, in quella che divenne nota come "corsa all'oro del Pike's Peak". Le autorità del Kansas, alle prese con un divario crescente tra le città commerciali della zona orientale e le popolazioni agricole di quella centrale, furono diffidenti verso questa migrazione, impensierite dal fatto che l'afflusso di minatori avrebbe spostato la base demografica del Territorio dal lato nord-orientale alla regione montuosa a occidente; al contempo i minatori, insediati a più di 970 chilometri dalla capitale del Territorio, iniziarono a pensare alla formazione di una propria entità amministrativa che per la sua maggiore vicinanza sarebbe stata più sensibile alle loro istanze economiche e che avrebbe permesso di consolidare la popolazione della regione, ora frazionata su quattro diversi Territori.

### Istituzione
Il 7 febbraio 1858 l'assemblea legislativa del Territorio del Kansas votò una legge per suddividere la Contea di Arapahoe nell'ovest in sei contee più piccole, ma non stanziò alcun salario per i commissari incaricati di amministrarle i quali quindi non presero mai servizio. In risposta il 28 marzo 1859 i residenti del Kansas occidentale indissero una consultazione per organizzare per conto proprio una nuova contea nei territori interessati, e in questa occasione forti si fecero le istanze per creare un nuovo territorio separato dal Kansas. Nell'aprile del 1859 una piccola assemblea di maggiorenti locali si riunì nella cittadina di Auraria (oggi un quartiere di Denver) per discutere della costituzione di un governo locale; indetta per il 6 giugno 1859 e poi aggiornata al 1º agosto seguente, venne riunita un'assemblea costituente con 163 rappresentati provenienti da 37 diversi distretti, i quali redassero un progetto di costituzione per un futuro Stato dell'Unione: il nome prescelto fu "Stato di Jefferson" in onore del terzo presidente degli Stati Uniti d'America Thomas Jefferson, firmatario dell'acquisto della Louisiana del 1803.
La proposta di costituzione di uno Stato fu respinta da un referendum tra i residenti il 24 settembre in favore invece della costituzione di un territorio incorporato, principalmente perché l'organizzazione del territorio doveva essere finanziata dal Congresso mentre l'organizzazione di uno Stato doveva essere auto-finanziata dalle popolazioni locali; la costituzione del nuovo "Territorio di Jefferson" fu quindi approvata nel corso di una nuova convenzione il 3 ottobre 1859. L'area occupata dal Territorio era grossomodo un quadrato, delimitato a sud dal 37º parallelo nord, a ovest dal 110º meridiano ovest, a nord dal 43º parallelo nord e a est dal 102º meridiano ovest, incorporando la parte occidentale del Territorio del Kansas, quella orientale del Territorio dello Utah, l'angolo sud occidentale del Territorio del Nebraska e una piccola porzione del Territorio di Washington a nord-ovest e del Territorio del Nuovo Messico a sud; i confini meridionali corrispondevano a quelli del futuro Stato del Colorado, ma gli altri erano rispettivamente più estesi di 222 chilometri a nord, di 4,3 chilometri a est e di 81 chilometri a ovest.

### Dissoluzione
Il 24 ottobre 1859 furono indette le elezioni per la formazione del governo locale, e il prospettore minerario Robert Williamson Steele divenne il primo e unico governatore del Territorio di Jefferson; la capitale del Territorio fu posta a Denver per poi essere spostata a Golden il 13 novembre 1860. Steele tentò di ottenere un riconoscimento del suo governo da parte delle autorità del Kansas, ma andò incontro a un fallimento e il nuovo territorio non ottenne alcuna sanzione ufficiale da parte delle autorità governative statunitensi; la situazione si complicò con l'elezione alla presidenza degli Stati Uniti il 7 novembre 1860 del repubblicano Abraham Lincoln, un avversario politico del democratico Steele.
Con l'idea di aumentare il peso politico degli Stati contrari alla schiavitù, il 29 gennaio 1861 il Congresso a guida repubblicana approvò una legge per ammettere la porzione orientale del Kansas come Stato federato degli Stati Uniti d'America; la situazione delle regioni occidentali rimase in stallo finché il 26 febbraio 1861 il Congresso non approvò una legge per l'istituzione nella zona del nuovo "Territorio del Colorado", atto che trovò l'approvazione del presidente uscente James Buchanan il 28 febbraio seguente. Il 29 maggio 1861 il nuovo governatore nominato dal presidente Lincoln William Gilpin si insediò a Denver, e il 6 giugno seguente Steele emise un proclama con il quale dichiarava la cessazione formale del precedente Territorio di Jefferson.

## Contee
Il 29 novembre 1859 l'area del Territorio di Jefferson fu suddivisa in 12 contee:
1. Contea di Cheyenne County, oggi Contea di Laramie in Wyoming
2. Contea di St. Vrain, oggi Contea di Weld in Colorado
3. Contea di Arrappahoe, oggi divisa tra la Contea di Arapahoe, la Contea di Adams e la Città e Contea Denver in Colorado
4. Contea di El Paso, oggi divisa tra la Contea di El Paso e la Contea di Pueblo in Colorado
5. Contea di Fountain, comprensiva della maggior parte dell'attuale Colorado sud-orientale
6. Contea di Park County, oggi Contea di Park in Colorado
7. Contea di Saratoga, oggi divisa tra la Contea di Grand e la Contea di Summit in Colorado
8. Contea di North, oggi Contea di Jackson in Colorado
9. Contea di Jefferson, oggi Contea di Jefferson in Colorado
10. Contea di Jackson, oggi Contea di Boulder in Colorado
11. Contea di Heele, oggi Contea di Larimer in Colorado
12. Contea di Mountain, oggi divisa tra la Contea di Gilpin e la Contea di Clear Creek in Colorado